# Браян Ілоський
Браян Майкл Ілоський (англ. Brian Michael Iloski, нар. 4 вересня 1995, Ескондідо, США) — американський футболіст македонського походження, півзахисник клубу «Орандж Каунті».

## Життєпис
У 2013 році браян дебютував у футболці молодіжної академії «Ел-Ей Гелексі». Того ж року перейшов до УКЛА Брюїнс, виступаючи в Nike Academy та в юнацькій збірній США U-18. Після завершення оренди за «Сан-Дієго Зест» в Прем'єр Дівелопмент Ліг з'явилися чутки про можливий перехід Ілоського до преставника Major League Soccer «Колорадо Репідз», але взимку 2018 року пройшов зимові збори в Іспанії та Флориді з варшавської «Легією» й 19 лютого 2018 року став гравцем лідера Екстракляси, підписавши з клубом 2-річний контракт з можливістю його автоматичного продовження ще на 3 роки. Таким чином, Браян став першим футболістом з паспортом громадянина США, який виступав у «Легії». Дебютував у складі варшавського клубу 11 березня 2018 року в переможному (3:1) виїзному поєдинку 27-го туру Екстракляси проти «Лехії» (Гданськ). Браян вийшов на поле на 90+1-й хилині, замінивши Марко Вешовича.

## Статистика виступів

### Клубна
Станом на 11 березня 2018 року
| Клуб              | Сезон   | Ліга               | Ліга  | Ліга | Кубок | Кубок | Європа | Європа | Інші  | Інші | Загалом | Загалом |
| Клуб              | Сезон   | Ліга               | Матчі | Голи | Матчі | Голи  | Матчі  | Голи   | Матчі | Голи | Мтчі    | Голи    |
| ----------------- | ------- | ------------------ | ----- | ---- | ----- | ----- | ------ | ------ | ----- | ---- | ------- | ------- |
| УКЛА Брюїнс       | 2013    | Конференція Pac-12 | 9     | 5    | –     | –     | –      | –      | –     | –    | 9       | 5       |
| УКЛА Брюїнс       | 2014    | Конференція Pac-12 | 19    | 5    | –     | –     | –      | –      | –     | –    | 19      | 5       |
| УКЛА Брюїнс       | 2015    | Конференція Pac-12 | 3     | 0    | –     | –     | –      | –      | –     | –    | 3       | 0       |
| УКЛА Брюїнс       | 2016    | Конференція Pac-12 | 20    | 2    | –     | –     | –      | –      | –     | –    | 20      | 2       |
| УКЛА Брюїнс       | 2017    | Конференція Pac-12 | 16    | 1    | –     | –     | –      | –      | –     | –    | 16      | 1       |
| УКЛА Брюїнс       | Загалом | Загалом            | 67    | 13   | –     | –     | –      | –      | –     | –    | 67      | 13      |
| «Легія» (Варшава) | 2017–18 | Екстракляса        | 1     | 0    | 0     | 0     | 0      | 0      | 0     | 0    | 1       | 0       |
| «Легія» (Варшава) | Загалом | Загалом            | 1     | 0    | 0     | 0     | 0      | 0      | 0     | 0    | 1       | 0       |